# 楊維聡

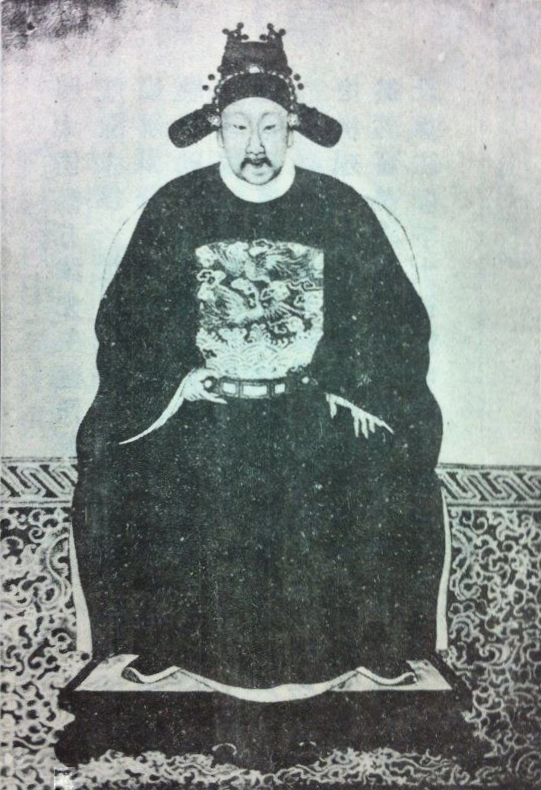

楊 維聡（よう いそう、弘治13年（1500年）－？）は、明の官僚・状元。順天府固安県出身。字は達甫、号は方城。太僕寺卿を務めた。
正徳14年（1519年）に郷試に合格した。正徳16年（1521年）、正徳帝が崩御して、嘉靖帝が即位した。同年に楊維聡は状元となり翰林院修撰となった。嘉靖2年（1523年）に右春坊右中允に任ぜられた。すでに宮廷では大礼の議が発生していた、地方官などに転じた。其の後山西按察使司副使と河南提督学校と山東布政使司参政と山西右布政使と山東左布政使を務めた。嘉靖17年（1538年）、南京光禄寺卿に抜擢された。翌年に太僕寺卿へ転任。嘉靖19年（1540年）故郷に戻った。